# فرابتشيشتي
فرابسيستي (Врапчиште) هي مدينة في مقاطعة غوستيفار في جمهورية مقدونيا.